# Viên An Đông
Viên An Đông là một xã thuộc huyện Ngọc Hiển, tỉnh Cà Mau, Việt Nam.

## Địa lý
Xã Viên An Đông nằm trên bán đảo Cà Mau, gần mũi Cà Mau, có vị trí địa lý:
- Phía đông giáp thị trấn Rạch Gốc và xã Tân Ân Tây
- Phía tây giáp xã Viên An
- Phía bắc giáp huyện Năm Căn
- Phía nam giáp Biển Đông.

Xã Viên An Đông có diện tích 134,15 km², dân số năm 2022 là 14.515 người, mật độ dân số đạt 108 người/km².

## Hành chính
Xã Viên An Đông được chia thành 12 ấp: Bàn Quỳ, Biện Nhạn, Cây Phước, Đồng Khởi, Kinh Ráng, Kinh Ranh, Nhưng Miên, Tắc Biển, Xẻo Lá, Xẻo Ngay, Xóm Mới, Xưởng Tiện.

## Lịch sử
Ngày 25 tháng 7 năm 1979, Hội đồng Chính phủ ban hành Quyết định số 275-CP về việc thành lập xã Duyên An Đông (Viên An Đông) thuộc huyện Năm Căn trên cơ sở một phần của xã Viên An.
Ngày 17 tháng 12 năm 1984, Hội đồng Chính phủ ban hành Quyết định số 168-HĐBT về việc:
- Đổi tên huyện Năm Căn thành huyện Ngọc Hiển.
- Đổi tên xã Duyên An Đông thuộc huyện Năm Căn thành xã Viên An thuộc huyện Ngọc Hiển.

Ngày 6 tháng 11 năm 1996, Quốc hội ban hành Nghị quyết về việc chia tỉnh Minh Hải thành hai tỉnh là tỉnh Bạc Liêu và tỉnh Cà Mau. Khi đó, xã Viên An Đông thuộc huyện Ngọc Hiển, tỉnh Cà Mau.